# پل کیپارسکی
رنه پل ویکتور کیپارسکی (متولد ۲۸ ژانویه ۱۹۴۱ در هلسینکی) استاد زبان‌شناسی دانشگاه استنفورد است. او فرزند زبان‌شناس زاده روسیه والنتین کیپارسکی است. او در ام.آی.تی شاگرد موریس هله بود و خودش هم از سال ۱۹۶۵ تا ۱۹۸۴ در همین مؤسسه تدریس می‌کرد. پایان‌نامه دکتری او با عنوان «تغییر واجی» (۱۹۶۵) و آثار بعدی او دربارهٔ زبان‌شناسی تاریخی بسیار تأثیرگذار بودند. او بنیان‌گذار صرف واژگانی است. او در حوزه نظریه‌های وزن شعر و صرف-نحو نقش مهمی داشته‌است. او هم‌اکنون از ترکیب نظریه بهینگی و صرف و واج‌شناسی واژگانی در آثار خود استفاده می‌کند. در سال ۲۰۰۷ از دانشگاه کنستانز آلمان دکترای افتخاری گرفت.